# Prociphilus piceaerubensis
Prociphilus piceaerubensis är en insektsart som först beskrevs av Smith, C.F. 1969.  Prociphilus piceaerubensis ingår i släktet Prociphilus och familjen långrörsbladlöss. Inga underarter finns listade i Catalogue of Life.